# La Chapelle-du-Noyer
La Chapelle-du-Noyer – miejscowość i gmina we Francji, w Regionie Centralnym, w departamencie Eure-et-Loir.
Według danych na rok 1990 gminę zamieszkiwało 967 osób, a gęstość zaludnienia wynosiła 73 osoby/km² (wśród 1842 gmin Regionu Centralnego La Chapelle-du-Noyer plasuje się na 412. miejscu pod względem liczby ludności, natomiast pod względem powierzchni na miejscu 975.).